# Muldjewangk
Der Muldjewangk ist ein legendenhaftes Wasserwesen aus der Mythologie der australischen Aborigines, das den Murray River und insbesondere den Lake Alexandrina bewohnen soll. Es dient zur Abschreckung von Aborigineekindern, die nach Dämmerungsanbruch noch am Wasser spielen wollen. In der Regel wird es als böses Meereswesen (halb Mensch, halb Fisch) oder als Gargantuan, ein Monster beschrieben. Es gibt keine eindeutigen Aussagen, ob es sich um mehrere Wesen handelt oder um einen einzigen Muldjewangk.